# Musée maritime de Vancouver
Le musée maritime de Vancouver (Vancouver Maritime Museum) est un musée maritime de Colombie-Britannique consacré à la présentation de l'histoire maritime de Vancouver et de l'Archipel arctique canadien.
Créé en 1959, le musée est situé près de False Creek.
Le musée présente le navire St. Roch, construit dans la ville, qui fut le premier à naviguer d'ouest en est par le passage du Nord-Ouest (1940-1942) ainsi que le Mésoscaphe Ben Franklin.